# 教坊
教坊（きょうぼう）とは、唐以降の中国王朝における宮廷に仕える楽人や妓女たちに宮廷音楽を教習させるための機関をさす。楽曲や歌舞の習得を主な目的とするが、官妓にあたる妓女を統括する役割もあった。その後の王朝に引き継がれ、清代まで続いたが、雍正帝の時に廃止された。

## 歴史
唐の李淵の統治時代である武徳年間に宮城内に内教坊が創設され、玄宗の開元2年（714年）に、音楽を司る太常寺から伝統的な音楽である雅楽を残し、俗楽と散楽を分けて、それを習得するために長安と洛陽にそれぞれ左右教坊が設置された。また、内教坊は大明宮に移され、梨園も設立されている。長安の右教坊は、光宅坊に置かれ、歌に長けたものが多く、左教坊は延政坊にあり、舞に巧みなものが多かった。
安史の乱以降に衰退したが、その後の王朝でも、引き続いて設置されたが、清代初期に民間から楽人をつのることとなり廃止された。
現代でも、女子十二楽坊の名前の由来となっている。

## 唐代・教坊の妓女
崔令欽「教坊記」によると、唐代の教坊に在籍する妓女は、宮妓だけでなく、広い範囲から選ばれた。
容貌と芸に優れ、選抜されて、太極宮にある宜春院に入ったものが「内人」（または前頭人）と呼ばれた。内人は重んじられ、その中でも皇帝から寵愛を得たものを「十家」と呼ばれ、宮城に屋敷を与えられた。内人は毎月、2または16日、もしくは誕生日に家族と面会できた。また、他の妓女とは異なり、魚袋を身につけていた。
宮廷の宴楽の際、内人だけで足りない時は、「宮人」が加わった。宮人は宮妓からなった。平民の子女が容貌により選ばれたものは、「スウ（手偏に芻）弾子」と呼ばれ、五弦・琵琶・箜篌・箏を学んだ。また、宜春院や教坊の見習いを「雑婦女」といった。
玄宗は自ら指揮して、妓女たちに歌舞を行わせ、そのもとで数多くの楽曲が創作され、演じられた。教坊の妓女たちは仲の良いもので、香を焚いて義兄弟となることを誓い合う習慣があり、これを香火兄弟といった。兄弟は突厥の一妻多夫制を参考に作られたとされ、多いときは、14、15人。少ない時でも、8、9人はいたという。身分あるものに呼び出された場合、宮廷の外にでることも許され、その時には、その香火兄弟もついてきて、呼び出した官人と、親密な仲になることもあった。その際、「兄弟」と親しい官人は「嫁」と呼ばれ、最も親密な妓女によって、たとえば男が「長男」と近しかった場合、他の兄弟は彼を「兄嫁」と呼んだ。年を取ると、宮廷から出ることを願い出ることもでき、比較的自由な立場であった。